# エウロパ (衛星)
エウロパまたはユーロパ (Jupiter II 英語: Europa) は、木星の第2衛星である。ガリレオ衛星と呼ばれる木星の四大衛星の中では最も小さく、発見されている木星の衛星では内側から6番目を公転する。月よりわずかに小さく、太陽系内の衛星では6番目に大きい。1610年にガリレオ・ガリレイによって発見され、ギリシア神話のゼウスが恋に落ちたテュロスの王女エウローペーにちなんで名づけられた。比較的明るい衛星で、双眼鏡でも観察できる。
エウロパの主成分はケイ酸塩岩石で、水の氷からなる地殻（氷殻）、おそらくは鉄とニッケルからなる金属核を持つ。また、酸素を主成分とした極めて薄い大気を持つ。表面にはひび割れや筋状の構造が見られるが、クレーターは比較的少ない。
エウロパは太陽系にある既知の天体のうち最も滑らかな表面を持っている。表面が若く滑らかであることから、地下には水の海 (内部海) が存在するという仮説が提唱されており、その海に地球外生命が存在する可能性についても議論されている。主要な理論モデルでは、潮汐力によるたわみに起因する加熱によって海が液体の状態に保たれ、プレートテクトニクスに似た氷の動きを駆動し、表面から下の海へ化学物質を吸収していることが示唆されている。内部海に起源を持つと思われる塩がエウロパ表面に見られるいくつかの地形を覆っており、このことから内部海は海底との相互作用を起こしていることが示唆されている。これはエウロパにおける生命の居住可能性を決める上で重要な要素である。さらにハッブル宇宙望遠鏡による観測では、土星の衛星エンケラドゥスで発見されているものと似た水蒸気の噴出が検出されている。これは氷火山の噴火現象に起因するものであると考えられている。2018年5月には、1995年から2003年まで木星を周回していた宇宙探査機ガリレオで得られたデータの厳密な分析に基づき、エウロパでの水の噴出活動の存在を支持するさらなる証拠が得られている。このような噴出活動の存在は、衛星表面に着陸すること無くエウロパの内部海における生命の探査を行うための手助けになるのではないかと科学者は考えている。
エウロパは地上望遠鏡による観測に加え、1970年代前半以降は宇宙探査機のフライバイによる探査も行われている。1989年に打ち上げられたガリレオ探査機のミッションでは、現在のエウロパの全体のデータが得られている。これまでにエウロパに着陸した探査機は存在しないが、周回機や着陸機などのミッションがいくつか提案されている。例えば欧州宇宙機関（ESA）が2022年に打ち上げを予定しているガニメデを主目的とした探査計画である JUICE では、ミッション期間中に2回のエウロパのフライバイを予定している。またアメリカ航空宇宙局では2025年に、エウロパを集中的に観測するエウロパ・クリッパーの打ち上げを計画している。

## 発見

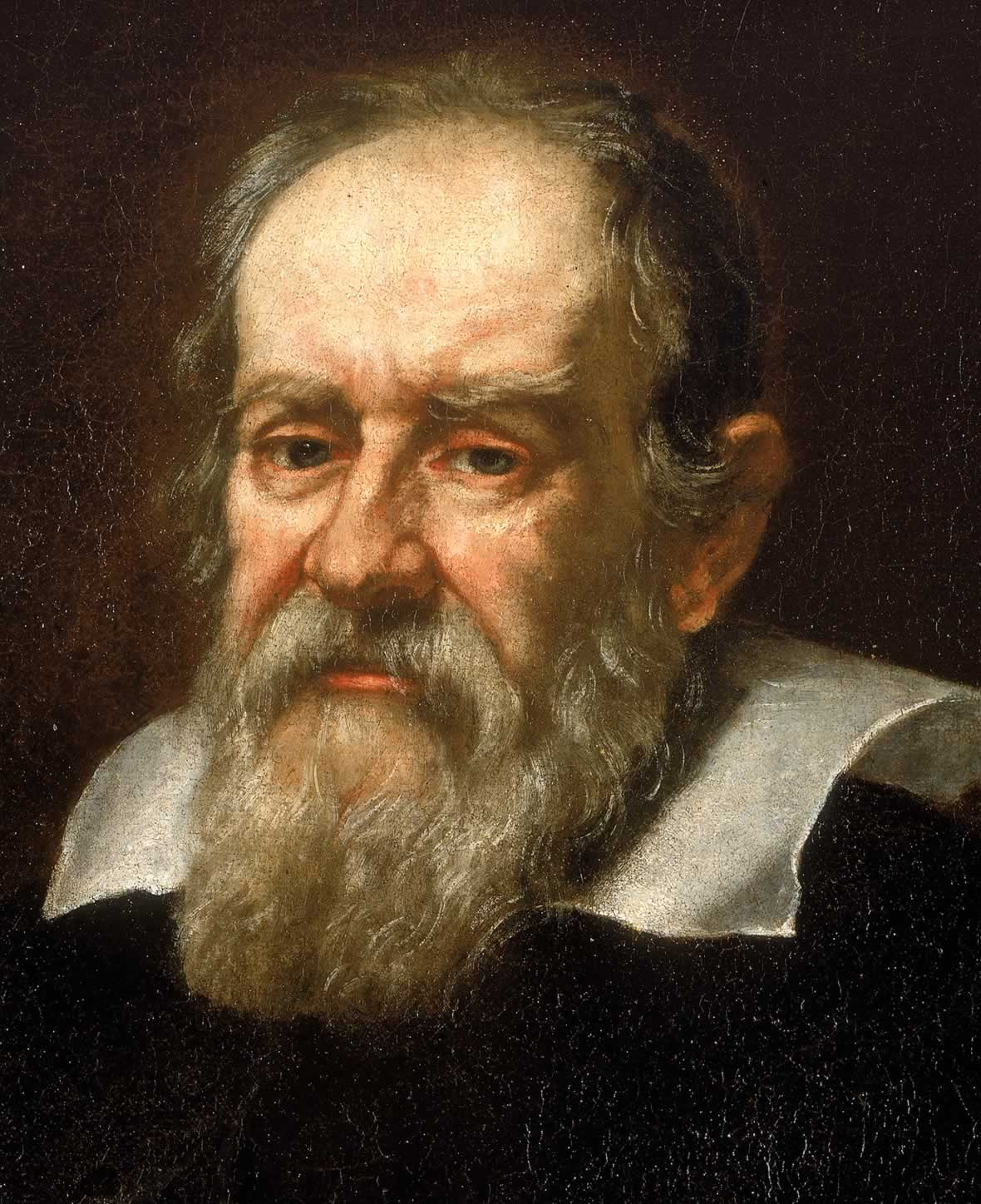
エウロパを含むガリレオ衛星の発見者であるガリレオ・ガリレイ

エウロパは、木星の他の3つの大きな衛星であるイオ、ガニメデとカリストと共に、ガリレオ・ガリレイによって1610年1月に発見された。またおそらくシモン・マリウスも同時期に独立に発見している。ガリレオが初めて木星の衛星を発見したのは1610年1月7日であり、パドヴァ大学において屈折望遠鏡を用いた観測で木星の周囲にある3つの天体を発見した。しかしこの時は望遠鏡が低倍率であったためイオとエウロパを分解できず、この2つは単一の光点としてしか観測されなかった。翌日の1610年1月8日になって、ガリレオはイオとエウロパを初めて別々の天体として認識した。そのため、国際天文学連合ではガニメデとカリストの発見日は1610年1月7日としているものの、エウロパとイオについては初めて個別の天体として観測された日である1610年1月8日を発見日としている。ガリレオによって発見されたこれらの4つの衛星は、合わせてガリレオ衛星と呼ばれている。
1614年にシモン・マリウスが出版した『Mundus Jovialis』の中で、マリウスはガリレオの発見より1週間前の1609年にエウロパやその他のガリレオ衛星を発見したと主張した。ガリレオはこの主張を疑い、マリウスのこの著作は盗作であるとして退けた。マリウスの観測記録はユリウス暦の1609年12月29日から始まっており、これはガリレオが用いていたグレゴリオ暦では1610年1月8日にあたる。ガリレオがマリウスより先に発見を発表していることから、ガリレオが発見者として記録されている。

## 命名
エウロパの名称は他の多くの衛星と同様に、ギリシア神話の登場人物から付けられている。エウロパはゼウスが恋に落ちたテュロスの王女エウローペーが語源であり、そのラテン語形である。エウローペーはフェニキアの古代都市ティルスの王の娘である。またゼウスはローマ神話におけるユーピテル (Jupiter) に相当する存在である。英語読みからユーロパとも表記される場合もある。
なお、同じ語源を持つ同名の小惑星としてエウロパ (52 Europa) がある。
発見者であるガリレオはこれら4つの衛星への命名権を主張し、メディチ家のコジモ2世に敬意を表して4つの衛星にまとめて "Cosmica Sidera" (コジモの星々) と名付け、これは後に  "Medicea Sidera" (メディチ家の星々) という名前に落ち着いた。フランスの天文学者ニコラ＝クロード・ファブリ・ド・ペーレスクはこれらの衛星にメディチ家にちなんだ個別の名前を提案したが、彼の提案は採用されなかった。ガリレオと発見を争ったマリウスは、これら4つの衛星に「木星の土星」(カリスト)、「木星の木星」(ガニメデ)、「木星の金星」(エウロパ)、「木星の水星」(イオ) と命名しようとしたが、これも定着しなかった。その後マリウスはヨハネス・ケプラーの助言を受け、エウロパなどの現在定着している名称を改めて提案した。
マリウスが提案したこれらの名称は長い間にわたって顧みられることはなく、20世紀中盤までは一般的ではなかった。初期の天文学の文献ではもっぱら、ガリレオが導入したローマ数字を用いた記法である Jupiter II や、「木星の二番目の衛星」という名前で言及された。土星の衛星が発見された後になってようやく、ケプラーとマリウスによる名称が木星の衛星に対して使われるようになった。
発見当初は内側から2番目を公転する衛星だと認識されていたが、1892年にガリレオ衛星よりも内側を公転するアマルテアが発見され、エウロパは内側から3番目の衛星となった。1979年のボイジャーによる観測ではさらに3つの内側の衛星が発見され、エウロパは内側から6番目の衛星となったが、Jupiter II という名称は現在でも使われており、エウロパは木星の第2衛星と認識されている。

## 軌道と自転

イオ、エウロパとガニメデのラプラス共鳴のアニメーション。

エウロパは木星の周りをおよそ3日半かけて公転しており、軌道半径はおよそ 670,900 km である。軌道離心率はわずか0.009であり、ほぼ円軌道に近い。また木星の赤道面に対する軌道傾斜角も小さく、0.470° である。他のガリレオ衛星と同様にエウロパは木星に対して潮汐固定されており、公転周期と自転周期が一致している。そのため常に同じ面を木星に向けながら公転している。これにより木星直下点 (sub-Jovian point) をエウロパの表面に定義することができ、その地点では木星は常にほぼ真上に見え続けることになる。エウロパの本初子午線はこの木星直下点を通るように定義されている。
ある研究では、エウロパの木星に対する潮汐固定は完全ではなく、実際には全体が同期自転を起こしているわけではないという可能性も示唆されている。これによると、エウロパは公転よりも速く自転しているか、あるいは少なくとも過去のどこかの段階では同期していない自転を起こしていた可能性があるとされる。このことは、エウロパ内部の質量分布に非対称性があることと、地下の液体の層によって氷地殻と内部の岩石部分が分離されている、すなわち表面の氷地殻が内部海の上に浮いた構造になっている可能性を示唆している。
エウロパは、イオ、ガニメデと軌道共鳴を起こしている。イオの一つ外側のエウロパと 2:1 の平均運動共鳴を起こし、エウロパはさらに外側のガニメデと 2:1 の平均運動共鳴を起こしているため、全体では 1:2:4 の連なった軌道共鳴となっている。ガニメデが自身の軌道を一周する間にエウロパは軌道を二周、イオは四周する。イオとエウロパの合 (木星から見て同じ方向に2つの衛星が並ぶこと) は、常にイオが近点、エウロパが遠点にいる時に発生する。エウロパとガニメデの合も、エウロパが近点にいる時に発生する。イオとエウロパの合の経度とエウロパとガニメデの合の経度は同じ割合で変化し、そのために三重の合は発生しない。すなわち、イオとエウロパとガニメデの3つが木星から見て同じ方向に並ぶことは決して無い。このような複雑な軌道共鳴はラプラス共鳴と呼ばれる。ラプラス共鳴を起こしているのが知られている天体の組み合わせは、太陽系の中ではイオ、エウロパ、ガニメデが唯一である。
エウロパの軌道離心率は非常に小さいがゼロではなく、他のガリレオ衛星、主にイオからの重力的な擾乱によってこの値が維持されている。軌道離心率が完全にゼロではない影響で、エウロパの木星直下点は平均位置のまわりでわずかに振動する。また軌道離心率がゼロではないため、軌道を一周する間にエウロパと木星との距離は変化する。エウロパが木星にわずかに近付くと木星からの重力が強くなり、潮汐力によってエウロパは木星の方向とその逆方向の向きに引き伸ばされる。エウロパが木星からわずかに遠ざかると、木星からの重力が弱くなり潮汐力も弱まるため、球に近い形状に緩和しようとする。この変化によって内部海に潮汐が発生する。この潮汐によってエウロパの内部が揉まれて熱が発生し、内部海を液体の状態に保つことを可能とし、地下での地質学的な活動が継続的に駆動されている。軌道離心率は主にイオとの平均運動共鳴によって継続的に維持されているため、潮汐によって継続的に加熱され続けることができる。この加熱のエネルギーの究極的な起源は木星の自転であり、イオが木星に誘起する潮汐を介して木星の自転のエネルギーがイオに輸送され、さらにイオとの軌道共鳴を介してエネルギーがエウロパとガニメデにも輸送される。
エウロパの表面を走る独特の亀裂の分析から、過去のある段階ではエウロパは自転軸が傾いた状態で自転していた可能性があるという結果が得られている。もしこれが正しければ、エウロパ表面に見られる様々な特徴を説明することができる。エウロパの表面を縦横に走る亀裂のネットワークは、全球的な海洋における強い潮汐によって地殻に引き起こされた応力の記録として用いることができる。例えば、潮汐によって地殻に大きな応力がかかった場合、亀裂が発生する。エウロパの凍った地殻にどのような応力の履歴が記録されているか、内部海の潮汐によってどれだけの熱が生み出されているか、そして海がどれくらいの期間に渡って液体であったのかの計算は、エウロパの自転軸の傾きに依存する。エウロパの自転軸の傾きは、エウロパ表面の亀裂がこれまでに考えられていたよりも遥かに新しい時期に形成された可能性があることを示唆している。これは、過去の自転軸の向く方向は一日に数度程度変化し、歳差運動の周期は数ヶ月程度になりうると推定されたことが理由である。自転軸の傾斜はエウロパの海の年齢推定にも影響を及ぼしうる。潮汐力は内部の熱源となりエウロパの海を液体に保つことができるが、自転軸の傾斜が存在すると潮汐力によってさらなる熱が生み出される。このようなさらなる加熱は液体の海をより長い時間存在することを可能にする。ただし、この仮説上の自転軸の変化がいつ発生したのかは分かっていない。

## 物理的特性

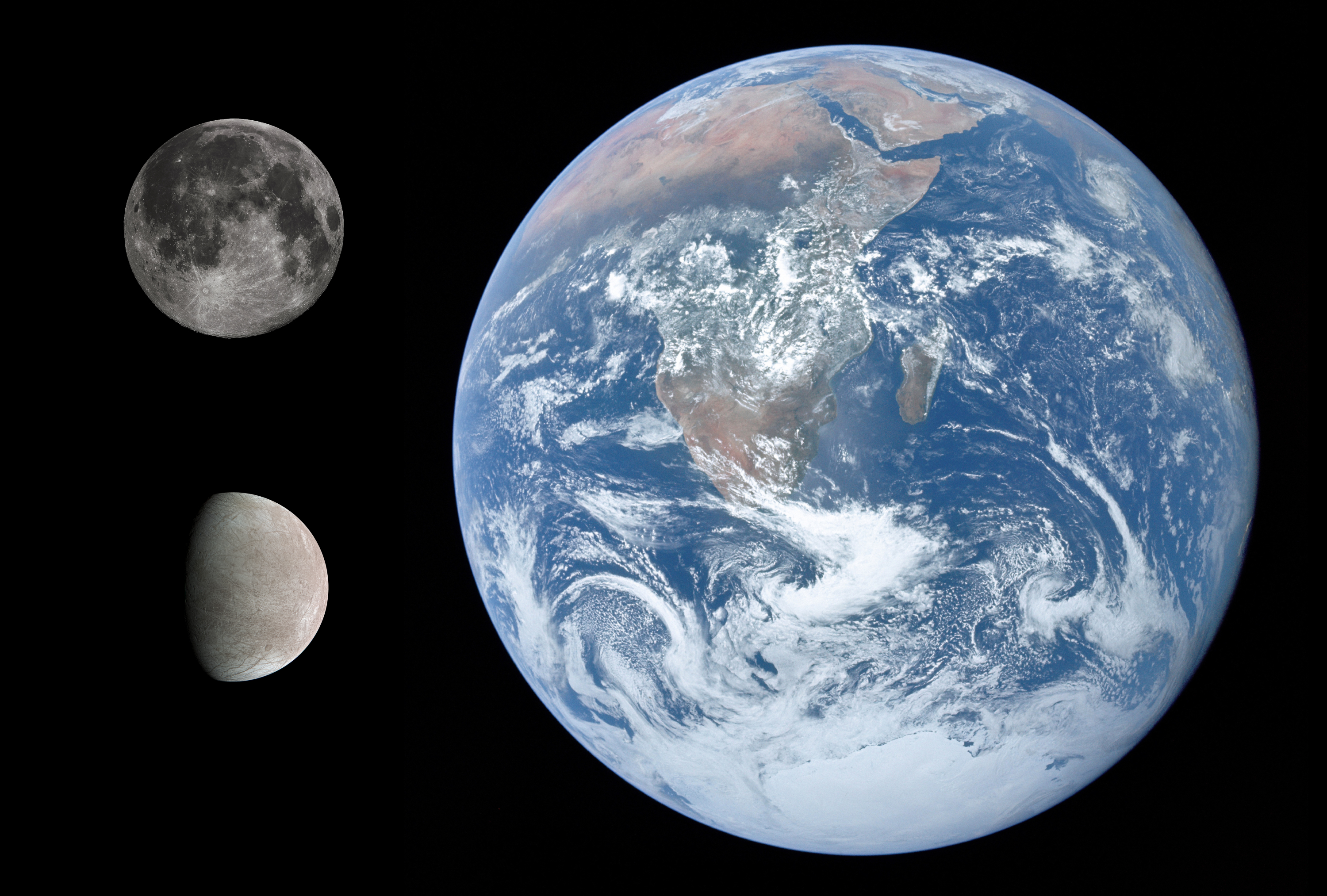
地球（右）、月（左上）とエウロパのサイズの比較。

エウロパは月よりもわずかに小さく、直径はおよそ 3,100 km である。太陽系内の衛星としては6番目に大きく、また太陽系内の全天体の中では15番目に大きい天体である。木星の四大衛星であるガリレオ衛星の中では大きさ・質量ともに最も小さいが、太陽系内の衛星でエウロパ自身より直径が小さいものをすべて合わせたよりも大きな質量を持つ。平均密度から、組成は地球型惑星と似ていることが示唆されており、主成分はケイ酸塩岩石である。

### 内部構造
エウロパは厚さが 100 km 程度の氷の外層を持っていると推定されている。最も外側は凍った氷の地殻となっており、氷の下には液体の海が存在していることが確実視されている。
固有の磁場は持っていないものの、ガリレオ探査機による磁場の測定データからは、木星の磁気圏との相互作用によって生じる誘導磁場を持っていることが示されており、内部に電気伝導率の高い物質の層が存在していることを示唆している。この層は塩分の多い海水である可能性が高い。地殻の一部は 80° 近い角度の、ほぼ反転するような回転を起こした可能性があると推定されているが (真の極移動)、これは氷地殻がマントルにしっかりと接着している場合は起こり得ない現象である。したがって、岩石のマントルと氷地殻は内部海によって分離されている可能性がある。また、エウロパはおそらく金属鉄からなる核を持つ。

### 表面の特徴

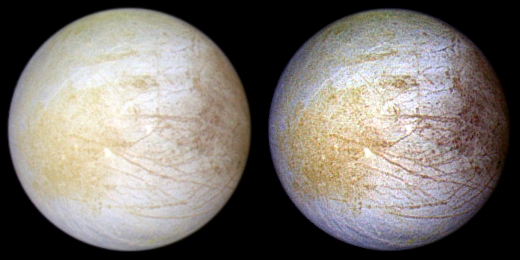
ガリレオが撮影したエウロパの先行半球の画像。左は自然色に近く、右は色を強調してある。

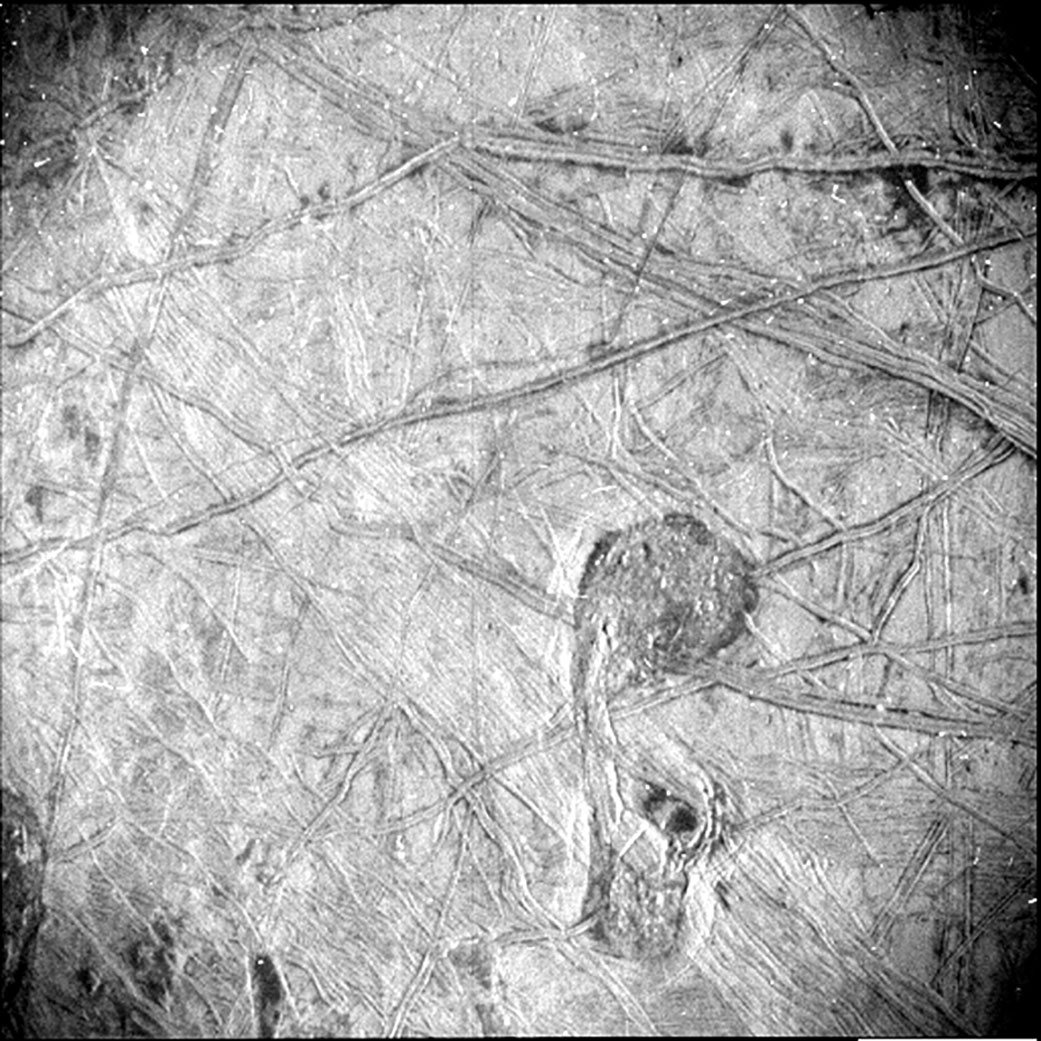
ジュノーが撮影したエウロパの高解像度の表面画像（2022年）

エウロパは太陽系の天体の中で最も滑らかな表面を持つ天体であり、山脈やクレーターなどの大規模な地形に乏しいという特徴を持つ。しかしある研究によると、エウロパの赤道領域はペニテンテと呼ばれる、高さが最大で 15 メートルの氷の尖塔状の地形で覆われているとされている。これは直上から当たる太陽光によって氷が昇華し、垂直方向の割れ目を形成することで形成されると考えられている。ガリレオで得られた画像はこれらの特徴を識別できるほどの解像度ではなかったものの、レーダー観測と熱観測のデータからはこのような地形が存在するという解釈を支持する結果が得られている。
エウロパを横切る目立つ模様は、低い地形を強調しているアルベドの特徴である。エウロパの表面は地殻変動が非常に活発で若いため、クレーターはほとんど見られない。エウロパの氷地殻はアルベドが0.64であり、この値は衛星の中では最も高い部類である。このことも、エウロパの表面は若く地質学的に活発であることを意味している。エウロパが経験したであろう彗星衝突の頻度の推定に基づくと、表面の年齢は2000万年から1億8000万年程度だと考えられる。ただしエウロパの表面の特徴を説明するために提案されている複数の仮説にはしばしば矛盾を孕むものもあり、現時点では完全な科学的なコンセンサスは得られていない。
エウロパ表面での放射線の水準は、一日あたり 5,400 mSv の被曝をする量に相当する。この放射線量は、一日の曝露で人間に重大な疾患や死をもたらしうるほどの水準である。
エウロパにはたらく潮汐力は、月が地球に及ぼす潮汐力よりも1,000倍ほど強い。エウロパの表面を覆う氷は、強い潮汐力によるエウロパ自体の歪みのために裂け目が出来たり塞がったりを繰り返しており、「リネア（Lineae, 線状地形）」や「マキュラ（白斑）」のような独特の地形が多く形成されている。これらの地形はギリシア神話とケルト神話、およびイギリス各地の新石器時代に作られた巨石記念物が残っている場所などから名付けられている。

#### 線条

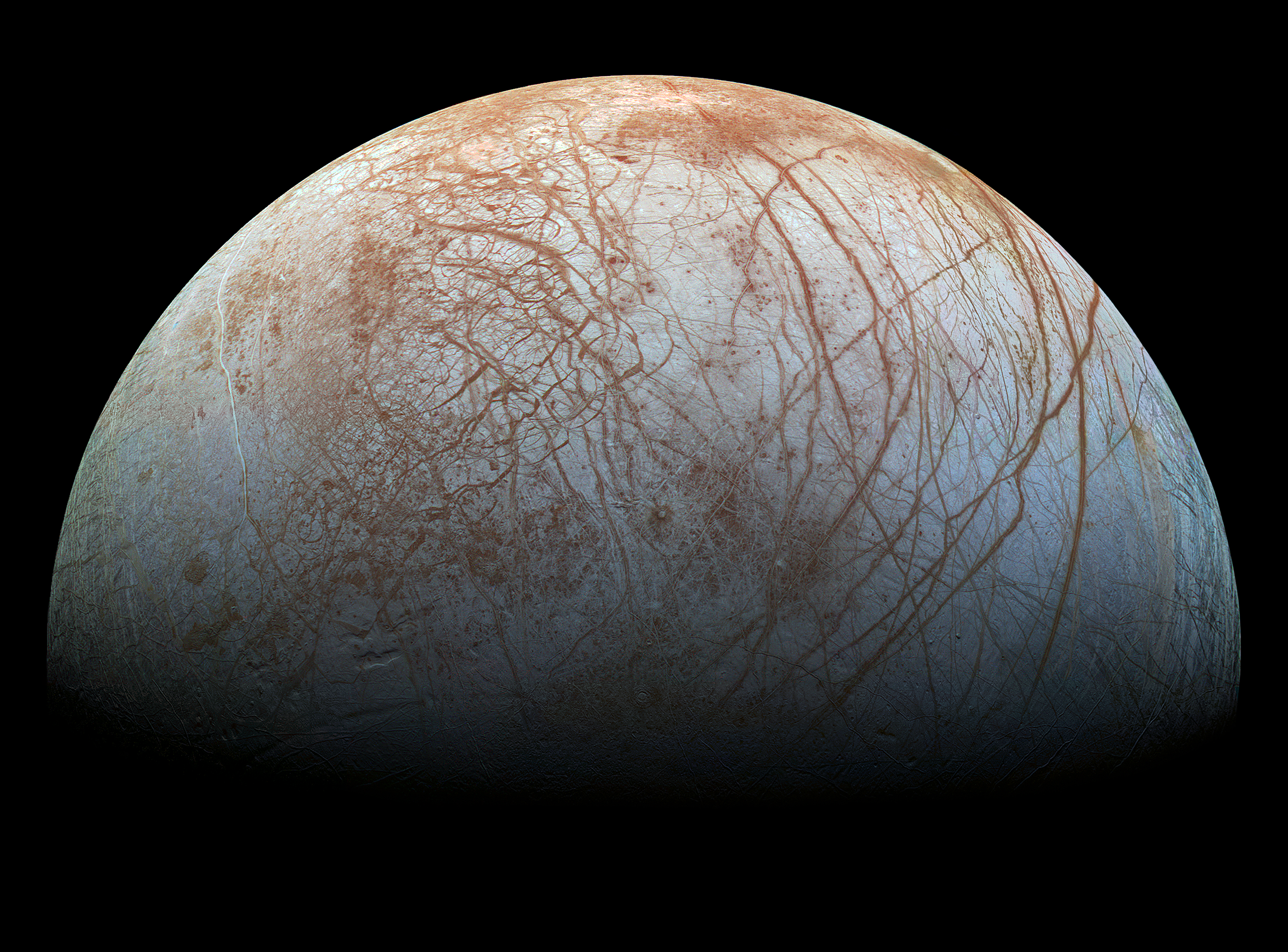
ガリレオ探査機による実際の色に近いエウロパのモザイク写真。木星の反対側の半球を写したものであり、多数の線条が見られる。

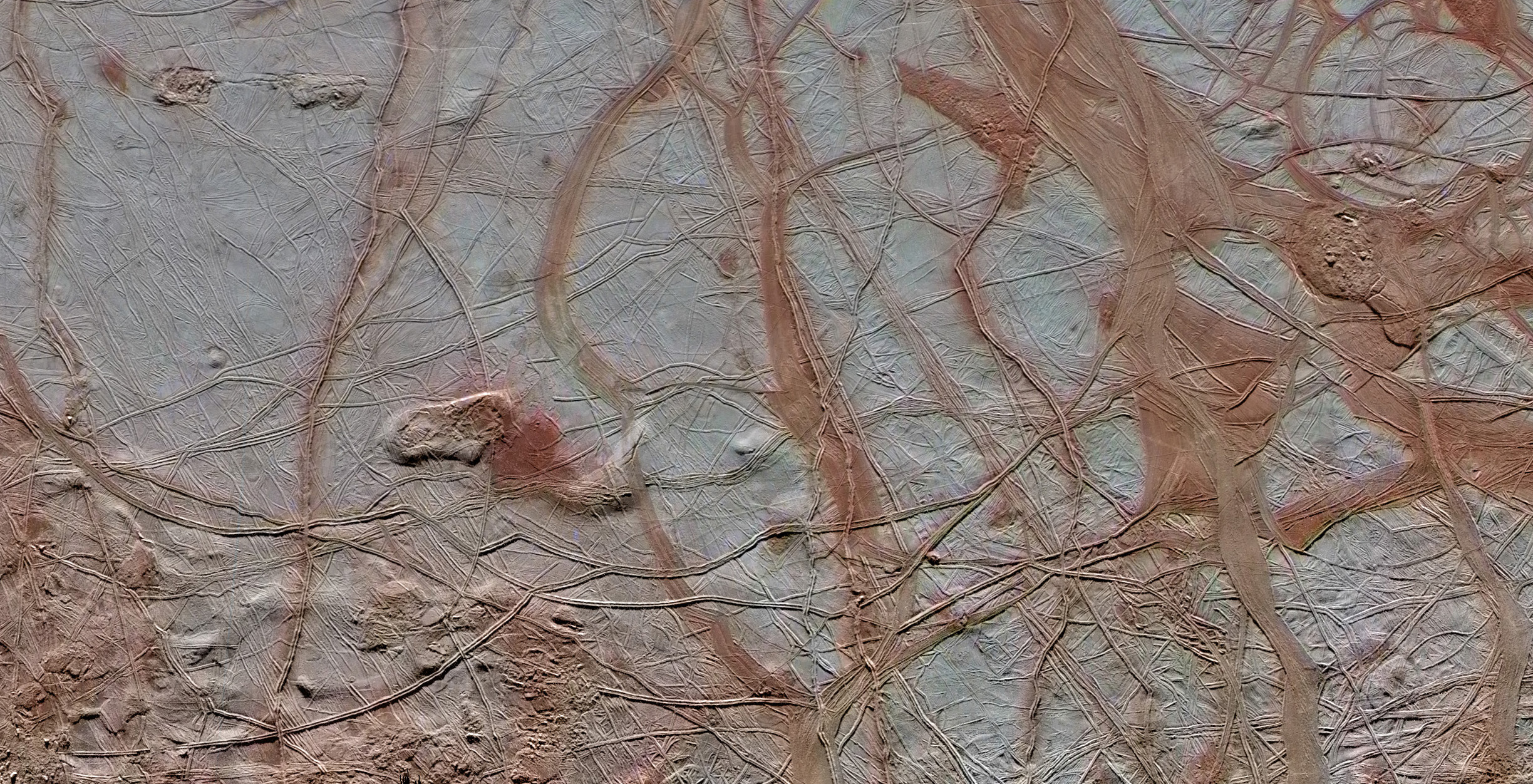
エウロパ表面の直線上の割れ目による複雑なパターン。色は強調されている。

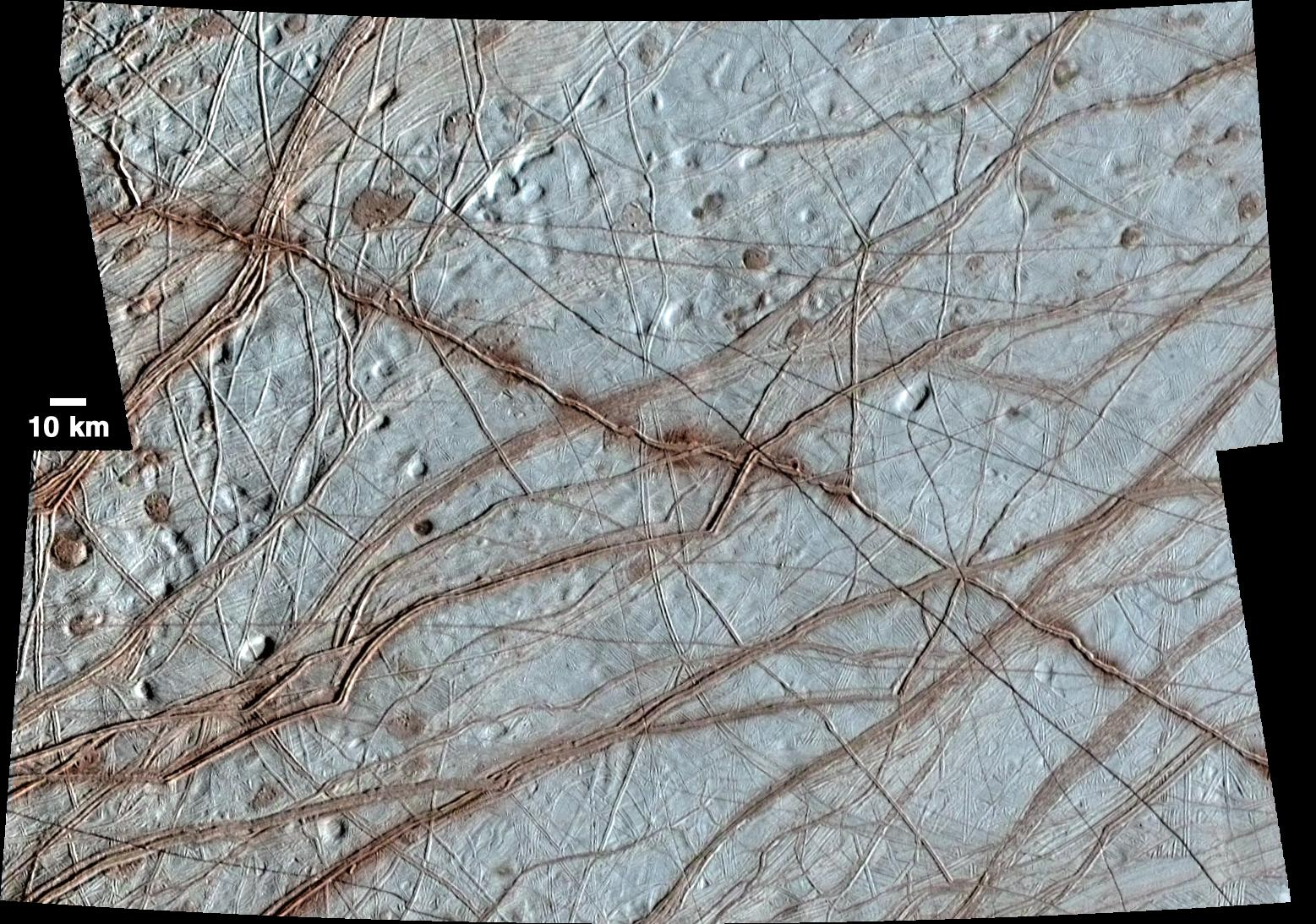
エウロパの線状パターン拡大写真

エウロパの最も目立つ表面の特徴は、全球にわたって縦横に走っている暗い筋状の割れ目模様であり、これは線条 (lineae) と呼ばれている。詳細に調査を行った結果、割れ目の両側にあるエウロパの地殻の縁は相対的に動いていることが判明した。大きい帯状のものは幅が 20 km 以上あり、多くの場合は暗く曖昧な外縁を持ち、規則的な縞模様と明るい物質からなる中央の帯を持つ。
この構造を形成する最も可能性の高い仮説は、エウロパの地殻が広がって地下の温かい層が外部にさらされるのに伴い、割れ目に沿って連なった温かい氷の噴火によって形成されたというものである。これは地球の中央海嶺で見られるものと似た現象であると考えられる。これらの様々な割れ目は、大部分は木星の潮汐力によるエウロパの変形によって引き起こされたと考えられている。
エウロパは木星に対して潮汐固定されており、木星に対してほぼ常に同じ位置関係になっているため、潮汐力によって地殻に発生する応力は明確で予測可能なパターンになるはずである。つまり、同じ位置は常に同じパターンの応力がかかっており、それに応じた割れ目が発生しているはずである。しかし実際には、地殻にかかる応力から予想される配置になっている割れ目は、エウロパの中でも最も若いものだけである。他の割れ目構造は、古いものになるほど予想とは大きく異なる方向を向いて形成されている。この特徴は、エウロパの表面は内部よりわずかに速く回転していると仮定すると説明することができる。これは、エウロパの表面は内部海によって内部の岩石マントルから機械的に切り離されており、木星の重力が内部海の上に浮いている状態の氷地殻を引っ張っていることで発生する効果である。観測時期が離れているボイジャーとガリレオの画像を比較することで、この仮説上の表面の移動の大きさに対して上限値を与えることができる。それによると、エウロパの氷地殻の外層が内部に対して一回回転するためには、少なくとも 1万2000 年の時間がかかるとされた。
ボイジャーとガリレオの画像の研究から、エウロパの表面に沈み込み帯が存在しているという証拠が明らかになった。エウロパの割れ目が地球の中央海嶺に類似しているのと同様に、氷地殻のプレートは地球のプレートに似ており、テクトニクスによってプレートは溶けた内部へと沈み込み再利用されていることが示唆されている。帯状領域での氷地殻の拡大の兆候と、別の場所における収束の兆候から、これはプレートテクトニクスが地球以外の天体で発生していることを示す初めての証拠だと考えられている。

#### その他の地質特性
エウロパの表面に見られるその他の特徴には、円や楕円状をした lenticulae がある。これらの多くはドーム状の地形であり、いくらかは穴、その他は滑らかな暗い斑点からなる。またその他にも入り混じったり荒い模様をしているものも見られる。ドーム状の地形の頂上部分はより古い周囲の平原の断片のように見え、これらは平原が下部から押し上げられた際に形成されたことを示唆している。
ある仮説では、これらの lenticulae 構造は外側の冷たい氷の地殻を上昇する温かい氷の貫入によって形成された、ダイアピルと呼ばれる地形であると考えている。これは地球の地殻におけるマグマ溜りに似たものである。滑らかな暗い斑点は、温かい氷が表面を突き破った際に解放される雪解け水によって形成されると考えられる。粗く入り混じった lenticulae (このような領域はカオス地形と呼ばれる) は多数の地殻の小さい破片から形成され、丘の多い暗い物質の中に埋め込まれるように存在しており、凍った海の中の氷山のような見た目をしている。
別の仮説では、lenticulae は実際には小さいカオス地形に過ぎず、存在するとされている穴や斑点、ドーム状の構造は、初期のガリレオの低解像度の画像を拡大解釈した結果生じたアーティファクトであるということを主張している。この仮説は、エウロパの氷の層は対流ダイアピルモデルによって lenticulae 地形を形成するには不十分なほど薄いことを意味している。
2011年11月に、テキサス大学オースティン校などの研究者からなる研究チームは、エウロパ表面に見られるカオス地形は液体の水からなる広大な氷底湖の上に存在しているという説を『ネイチャー』誌に発表した。これらの湖はエウロパの氷の地殻に完全に包まれており、氷地殻の下に存在することが確実視されている内部海とは別のものである。このような湖の存在を確認するためには、氷地殻を物理的に直接探査したり、もしくはレーダーなどを用いて間接的に探査したりするような宇宙探査ミッションが必要である。

## 内部海

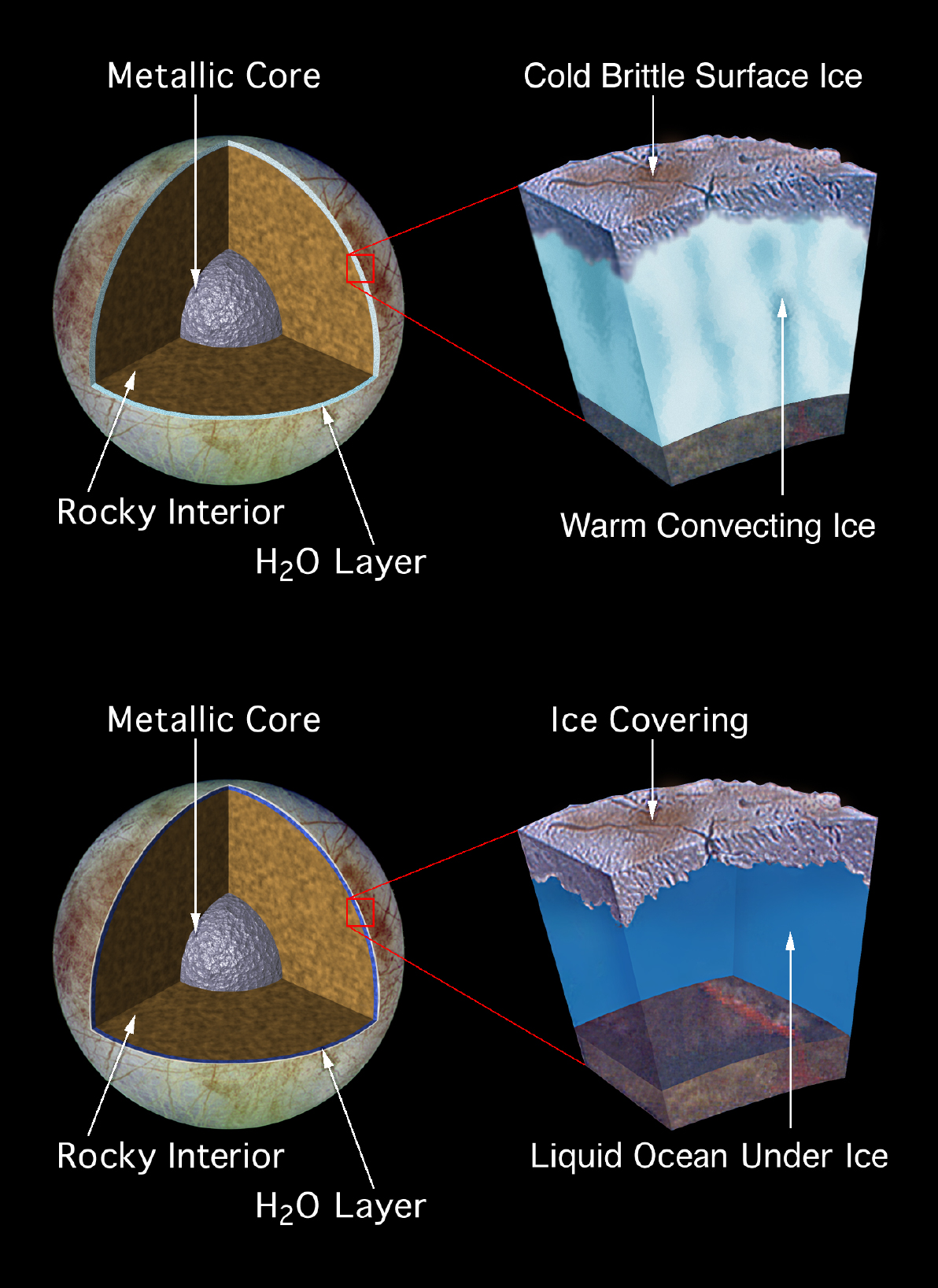
エウロパ内部の2種類のモデル。

エウロパの表面の下には液体の水の層が存在し、エウロパの潮汐変形による熱によって内部海が液体の状態に保たれているというのが科学者の間でほぼ一致した見解である。エウロパの平均の表面温度は赤道付近で 110 K (-160℃)、極域ではわずか 50 K (-220℃) であり、エウロパの氷地殻は花崗岩と同程度の硬さを持つ。エウロパに内部海が存在する可能性を初めて指摘したのは、エウロパ内部での潮汐加熱に関する理論的な考察である。これはエウロパがわずかに離心率を持った軌道であることと、他のガリレオ衛星と軌道共鳴を起こしていることから導かれた考察である。
ガリレオ探査機の撮像チームのメンバーは、ボイジャーとガリレオの観測で得られた画像の解析から、エウロパの内部海の存在を主張した。この主張によると、内部海の存在を示す最も顕著な例はエウロパ表面に一般的に見られる「カオス地形」であり、この地形は内部海の海水が氷地殻から溶け出すことによって形成された領域だと解釈された。ただしこの解釈については論争がある。

### 理論モデル
エウロパの研究を行っている大部分の地質学者は、一般に「厚い氷」モデルと呼ばれる内部海の理論モデルを支持している。このモデルでは、内部海と現在の表面の直接的な相互作用は、あったとしてもめったに発生しないと考えられている。厚い氷モデルを支持する最も有力な証拠は、エウロパの大きなクレーターに関する研究である。エウロパに見られる最大級の衝突構造は同心円状のリングに取り囲まれており、その内部は比較的平坦で新鮮な氷で満たされているように見える。この構造と、エウロパの潮汐によって生成される熱量の計算に基づくと、氷地殻の硬い最外層の厚さはおよそ 10〜30 km であると推定される。この下に広がる展延性を持った「温かい氷」の層を含めると、この推定は地下にある液体の海は表面からおよそ 100 km の深さに存在しているという可能性を示すものである。このモデルに基づくエウロパの海の体積は 3×1018 m3 と推定され、これは地球の海の体積の2〜3倍に相当する。
アメリカ合衆国のパデュー大学、マサチューセッツ工科大学と日本の国立天文台は、エウロパへの天体衝突でできた多重リング盆地の形成過程をシミュレーションし、20キロメートル以上の厚い氷殻が、硬い層（lithosphere）と脆い層（asthenosphere）からなっているとの推計を2024年に発表した。
「厚い氷」モデルに対し、「薄い氷」モデルではエウロパの氷の外層はわずか数キロメートルの厚みしか持たないとしている。このモデルの一例は曲げ解析に基づくものであり、このモデルではエウロパの地殻は重い負荷によって重みをかけられて曲げられた平板、もしくは球殻としてモデル化される。このようなモデルでは、氷地殻の外側の弾性的な部分はわずか 200 メートルの薄さになることが示唆される。もしエウロパの氷の外層がほんの数キロメートル程度の厚さしかない場合、この薄い氷モデルは、エウロパ内部の液体と表面の接触は開いた割れ目を介して起こり、それによってカオス地形が形成されたということを示唆する。しかしこちらのモデルを支持しない大部分の惑星科学者は、このモデルは木星の潮汐の影響を受けた際に弾性的に振る舞うエウロパの地殻の最も外層のみしか考慮していないモデルであると考えている。

### 組成

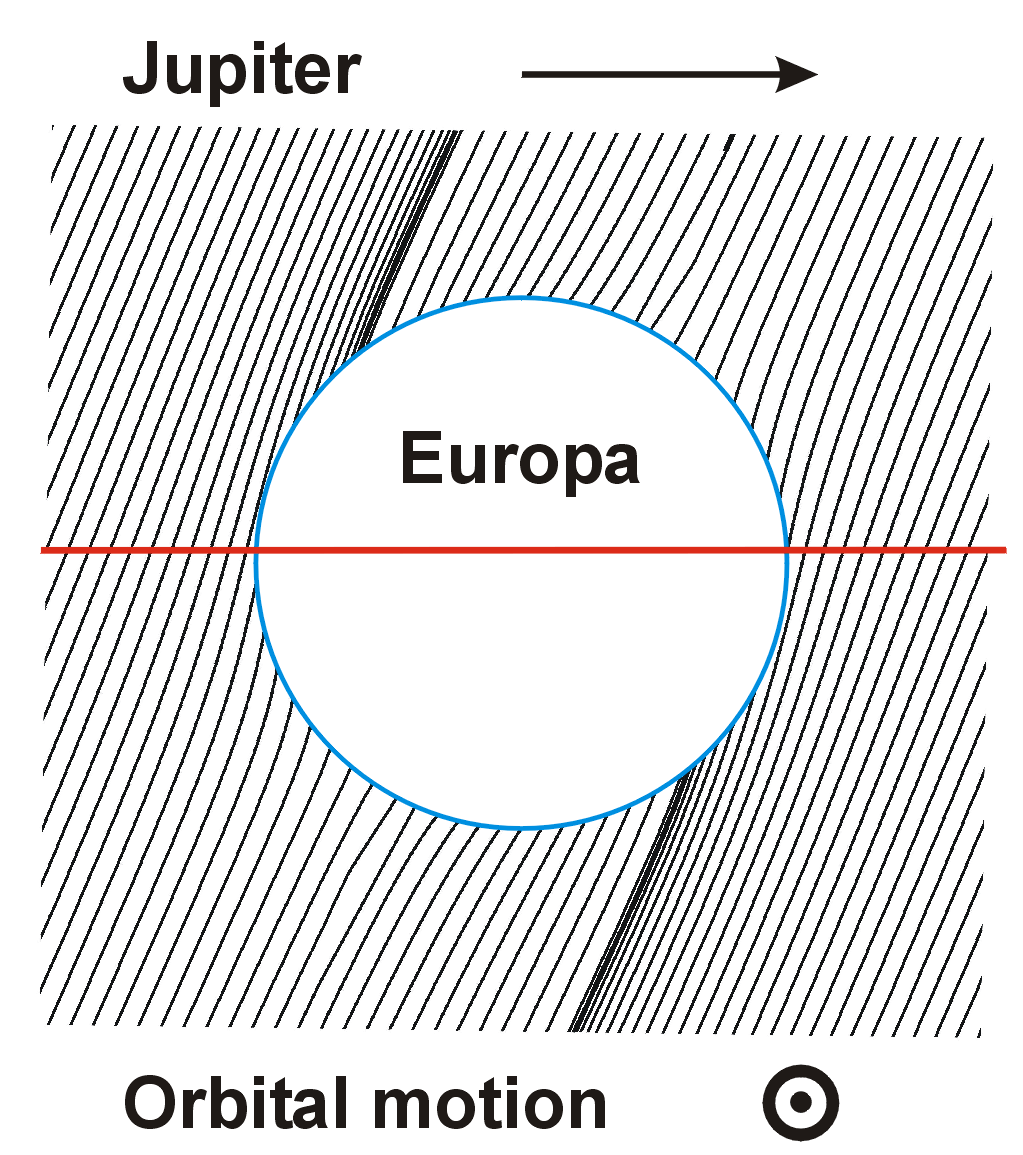
エウロパ周辺の磁場構造。赤い線はガリレオ探査機がフライバイを行った際の軌跡を示している (E4やE14の際のフライバイ)。

ガリレオ探査機による磁場の観測では、エウロパが弱い磁気モーメントを持っていることが明らかになっている。これはエウロパ内部で発生する固有の磁場ではなく、木星の磁場の変動する成分によってエウロパに誘導される磁場である。この磁気モーメントによって作られる磁場の磁気赤道での強さはおよそ 120 nT であり、ガニメデの磁場のおよそ6分の1、カリストの磁場のおよそ6倍である。誘導磁場が発生するためには、エウロパ内部に高い電気伝導率を持つ物質の層が必要である。この役割を果たしうるもっともらしい候補は、大きな液体の塩水の内部海である。
1979年のボイジャーのフライバイ以降、科学者はエウロパ表面に見られる割れ目や、その他の地質学的に若い地形を覆っている赤茶色の物質の組成を明らかにしようと研究を続けてきた。分光学的な観測からは、暗く赤っぽい筋状の模様とエウロパ表面の特徴は硫酸マグネシウムなどの塩を豊富に含んでおり、内部から吹き出た水が蒸発して塩が堆積することで形成されたことが示唆されている。また硫酸水和物も、分光学的に検出された混入物質を説明可能な候補物質である。どちらの場合でもこれらの物質は純粋な状態では無色もしくは白色であるため、赤っぽい色になるためには別の物質が混合している必要があり、硫黄化合物がその候補として考えられている。
色のついた領域の起源を説明する別の仮説として、これらはソリンと総称される非生物由来の有機化合物で出来ているというものがある。エウロパの衝突クレーターと尾根の形状は、割れ目から湧き出して来た流動化した物質の存在を示唆しており、それらが噴出後に熱分解や放射線分解で変質したと考えられる。エウロパの表面で色の付いたソリンを生成するためには、炭素や窒素、水などの物質の供給源が不可欠であり、また化学反応が発生するためにはエネルギー源も必要である。エウロパの氷地殻中の不純物の起源としては、天体の表面を更新する氷火山現象の噴出物に由来するものや、あるいは宇宙空間から惑星間塵として表面に集積するものの両方が想定されている。ソリンは前生物化学や生命起源論において役割を果たす可能性があるため、宇宙生物学の観点からも重要な化学物質である。

### 熱源
潮汐加熱は、潮汐加速によって引き起こされる天体内部での潮汐摩擦と天体の潮汐変形によって発生する。つまり、軌道エネルギーと自転エネルギーが衛星の核や内部海、氷地殻で散逸して熱になる。

#### 潮汐摩擦
内部海に引き起こされる潮汐は、海中での摩擦損失や、海水と固体の海底および上部の氷地殻との相互作用によって熱に変換される。
2008年後半に、エウロパは小さいながらもゼロではない自転軸傾斜角を持つため、木星はエウロパに大きな潮汐波を発生させてエウロパの海を暖かく保つことができるという説が提唱された。この過程ではいわゆるロスビー波が発生して潮汐摩擦において重要な役割を果たすと考えられる。エウロパ内部に発生するロスビー波は、一日あたり数キロメートルしか進まない極めてゆっくりとしたものながら、大きな運動エネルギーを生み出すことができる。現在のエウロパの自転軸傾斜角の推定値が 0.1° であることを考えると、ロスビー波からの共鳴は 7.3×1018 J のエネルギーを持つ。これは主要な潮汐力によって励起される流れが持つエネルギーの2,000倍にもなる。このエネルギーの散逸はエウロパの内部海での主要な熱源となりうる。

#### 潮汐変形
潮汐変形はエウロパの内部と氷の地殻を揉み、これが熱源となる。傾斜の大きさによって具体的な数値は変わるものの、海流によって発生する熱は、木星や他の衛星の重力に応答して発生する核の変形によって生み出される熱の100倍から1,000倍大きくなる可能性がある。エウロパの海底は衛星の継続的な変形によって加熱されている可能性があり、地球の海の海底火山に似た熱水活動を駆動している。
2016年に発表された実験と氷のモデル化の論文では、潮汐変形によるエネルギー散逸は過去に科学者が推定していたよりも一桁も多い熱をエウロパの氷に与えることができるということが指摘された。この研究結果によると、氷に与えられる熱の大部分は実際には氷の結晶構造 (格子) の変形の結果として発生するものであって、氷の粒子間の摩擦によるものではないことが示された。氷のシートがより大きく潮汐変形を受けるほど、より大きな熱が生み出される。

#### 放射性壊変
潮汐加熱の他に、エウロパの内部は岩石マントルに含まれる放射性物質の崩壊によっても温められうる。しかし理論モデルから得られる値や観測されている熱流量の値は、放射性物質の壊変のみで生成されうる熱量の100倍も大きいものであるため、エウロパ内部の熱源としては潮汐加熱が主要であることを意味している。

### 水蒸気の噴出

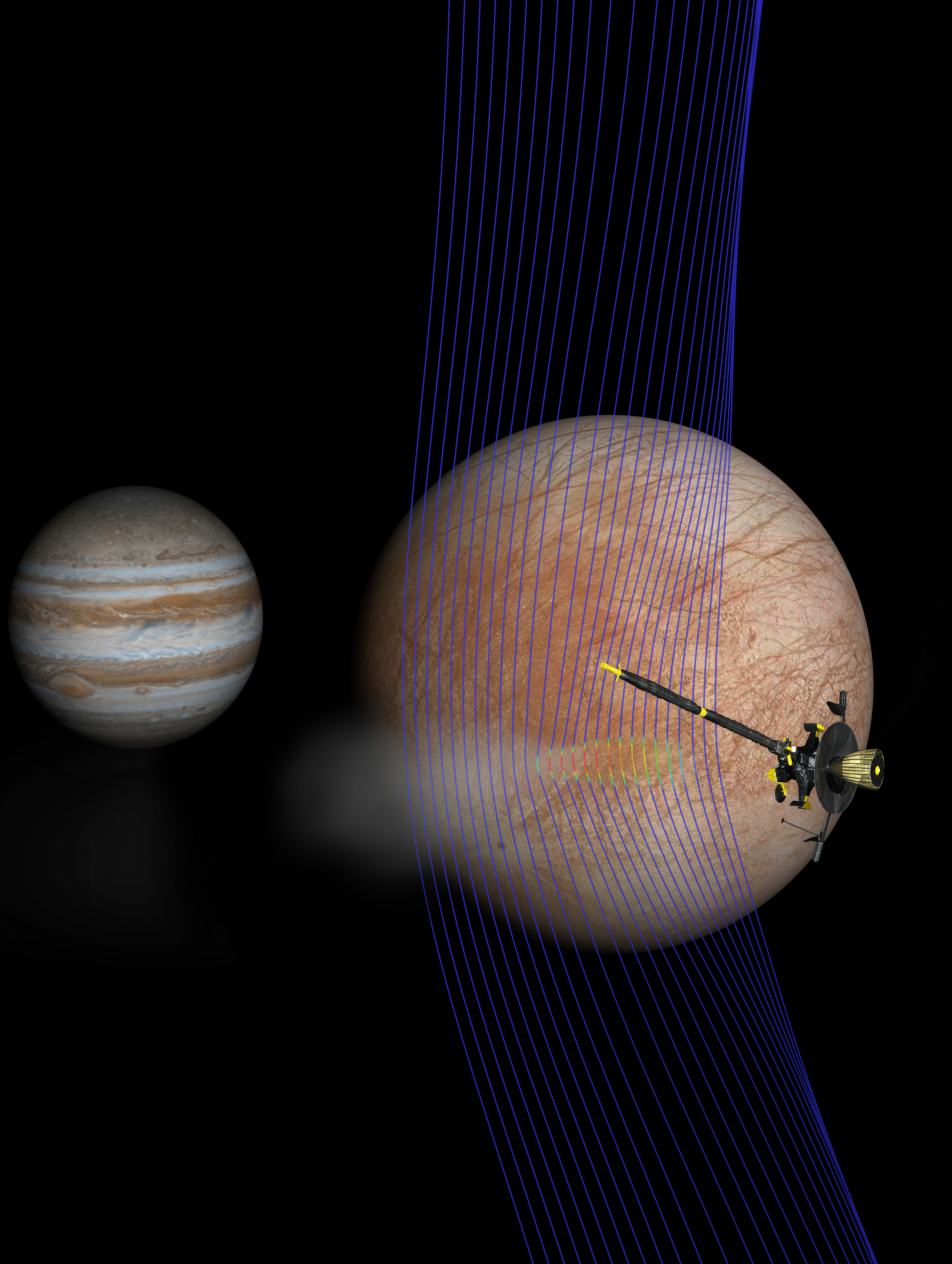
ガリレオによって検出されたエウロパからの噴出の想像図

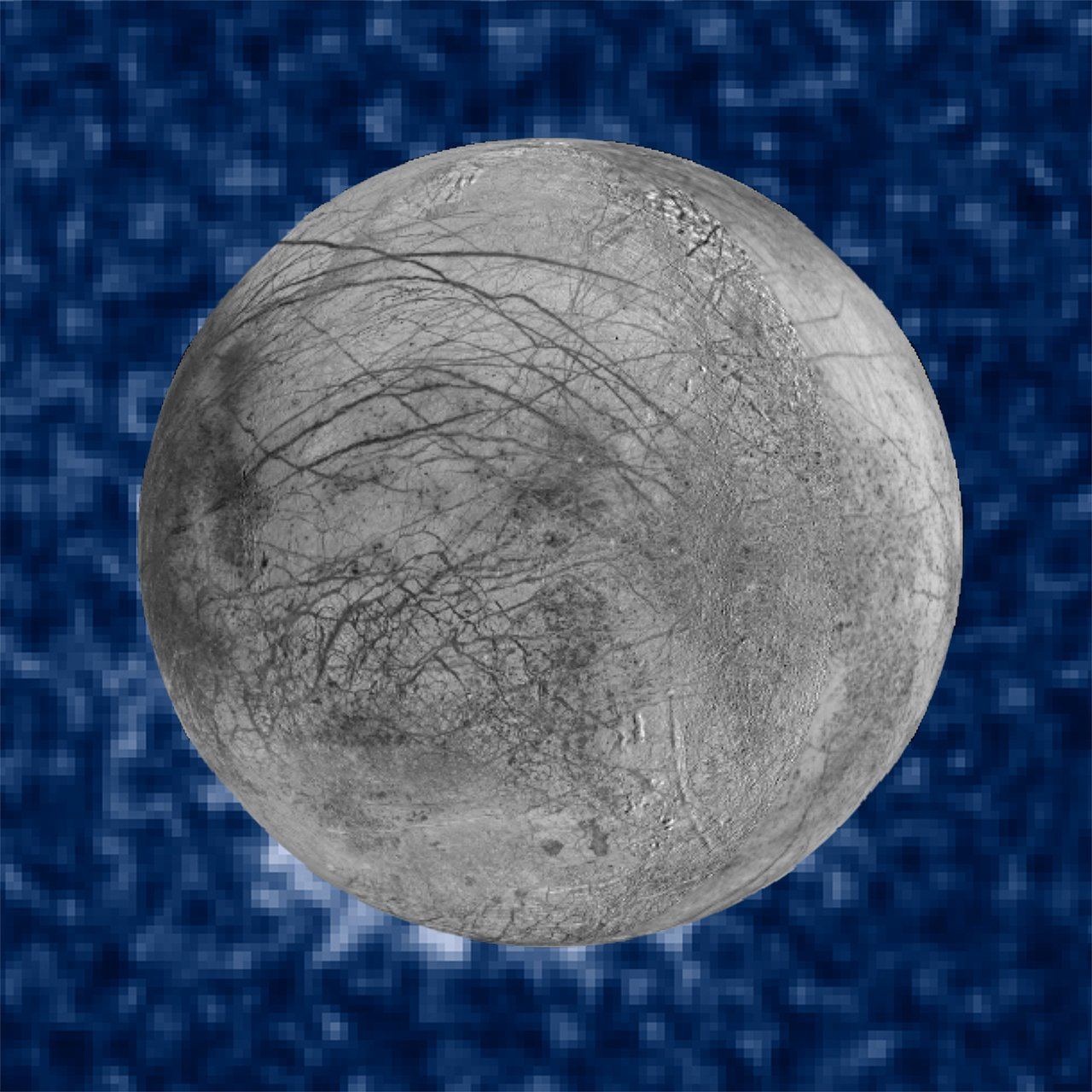
エウロパからの水の噴出と思われる特徴の合成画像。

2012年にハッブル宇宙望遠鏡によって得られたエウロパの画像の中から、エウロパの南極付近から噴出している水蒸気と思われる特徴が発見された。画像の分析から、噴出物の高さは表面から 200 km にも及び、地球の最高峰エベレスト山の20倍を超える高さにまで達していることが示唆された。もしこれが実在のものであるとすると、噴出は間欠泉的に発生しており、エウロパが木星から最も遠ざかった地点で発生しているように思われることが示唆された。これは噴出が潮汐力によって引き起こされると仮定した場合の理論的な予測と一致する特徴である。2016年にもハッブル宇宙望遠鏡によってこの噴出の存在を支持する観測結果が得られている。
2018年には、1995年から2003年にかけて木星を周回したガリレオ探査機によって得られたデータの最新の厳密な分析に基づき、エウロパでの水の噴出活動の存在を支持するさらなる証拠が得られた。ガリレオは1997年にエウロパの表面から 206 km 以内という非常に近距離を通過しており、この際の磁場およびプラズマの変動データはこの時に探査機が噴出の中を通過した可能性があることを示唆した。このような噴出活動は、衛星表面に着陸すること無くエウロパの地下の海における生命の探査を行う手助けになると科学者は考えている。
太陽系内で他に水蒸気の噴出が発見されているのは、土星の衛星エンケラドゥスのみである。エウロパでの噴出量は1秒あたり 7,000 kg 程度と推定されており、エンケラドゥスでは1秒あたり 200 kg 程度と推定されている。噴出の存在が確認された場合、探査機による噴出を通過するようなフライバイを行える可能性が広まり、衛星に着陸して何キロもの深さの氷地殻の掘削を行うこと無く、その場で内部海の成分を分析するためのサンプルが得られることが期待される。

## 大気
1995年に行われたハッブル宇宙望遠鏡の高分散分光器を用いた観測で、エウロパに酸素分子 (O2) を主成分とする薄い大気が存在することが明らかになった。エウロパの大気の表面圧力は 0.1 µPa であり、これは地球の大気圧の 10-12 倍に相当する。さらに1997年にはガリレオ探査機の観測によって、荷電粒子からなる高層大気層である希薄な電離圏の存在が確認された。この電離圏は太陽放射と木星の磁気圏からの高エネルギー粒子によって形成されており、これはエウロパに大気が存在することを支持する証拠である。
地球の大気中に存在する酸素とは異なり、エウロパの大気中の酸素は生命起源ではない。エウロパ表面に重力的に束縛されている大気は、放射線によって分子が解離する反応である放射線分解によって形成されている。太陽からの紫外線と木星磁気圏からの荷電粒子 (イオンと電子) がエウロパの表面の氷に衝突し、水分子を酸素と水素に分解する。こうして生成された成分は吸着され、その後スパッタリングを受けて大気中に放出される。スパッタリングとは、天体の表面に高速の粒子が衝突し、表面にあった粒子がエネルギーを与えられた結果として叩き出されて散逸する現象のことである。紫外線や放射線が衝突することによってこれらの生成物が表面から放出されることもあり、これらの2つの過程の釣り合いで大気が形成されている。酸素分子は寿命が長いため、エウロパの大気では最も多い成分である。表面から大気中に放出された酸素分子は重力に引かれて再び表面に戻った後、水や過酸化水素分子のように固着 (凍結) せず、また表面から脱着して再び放物線軌道を描いて大気中を運動する。一方で水素分子は非常に軽くエウロパの重力から脱出できるため、放出された後は表面には戻ってこない。
エウロパ表面の観測では、放射線分解によって生成された酸素分子の一部は表面から放出されずその場に留まることが明らかになっている。エウロパの表面は地下にある海と相互作用していると考えられているため、この酸素分子は内部海へ到達し、存在しているかもしれない生物学的プロセスに役立つ可能性がある。ある推定では、エウロパの表面の最大年齢が5億歳と見積もられていることに基づく表面の更新速度を考えると、放射線分解によって生成された酸化物質のエウロパ内部への沈み込みによって、エウロパの海の遊離酸素濃度は地球の深海に匹敵する値になると考えられている。
一方でエウロパの重力から脱出する水素分子は、酸素原子、酸素分子と共に、木星を公転するエウロパの軌道の周りにガストーラスを形成する。この「中性粒子の雲」はカッシーニやガリレオによって検出されている。このようなガストーラスは内側の衛星であるイオにも存在していることが分かっているが、エウロパの中性粒子の雲はイオのものよりも多い個数の原子や分子を含んでいる。理論モデルでは、エウロパのトーラスの中にいるほとんど全ての原子や分子はいずれ電離され、木星の磁気圏内のプラズマの供給源となっていると考えられている。

## 探査

### これまでの探査
エウロパの探査が初めて行われたのは、1973年と1974年にパイオニア10号とパイオニア11号がそれぞれ木星をフライバイしたときである。この時に撮影された初めてのエウロパの接近画像は、後の探査ミッションで得られたものと比較すると解像度の低いものであった。ボイジャー計画の2機の探査機が1979年に木星系を探査した際に、エウロパの氷に覆われた表面のより詳細な写真が得られた。ボイジャーによって得られた画像から、多くの科学者はエウロパの地下に液体の海が存在する可能性について考えることとなった。
ガリレオは1995年から2003年までの8年間にわたって木星を周回し、今日に至るまでで最も詳細なガリレオ衛星の探査を行った。ガリレオが行ったミッションの中には「ガリレオ・エウロパ・ミッション」(GEM) や「ガリレオ・ミレニアム・ミッション」(GMM)などの延長ミッションがあり、このミッションでエウロパへの多数の接近観測が行われた。
2007年には冥王星へ向かう途中のニュー・ホライズンズが木星系を通過し、エウロパの観測が行われた。

### 将来の探査計画
エウロパは地球外生命が存在する可能性があるという観点で注目を集めており、将来の探査ミッションに向けた着実なロビー活動が続けられている。これらの探査ミッションの目的は、エウロパの化学組成を探るというものから、内部海に存在が仮定されている地球外生命を探査するというものまで、非常に広範囲にわたっている。ロボットを用いた探査計画も立案されているが、エウロパでロボット探査を行うためには、木星やエウロパ周辺の高い放射線環境に耐えうる機材が必要である。エウロパにおける放射線環境は、1日あたり 5.40 Sv という高いものである。

#### エウロパ・クリッパー

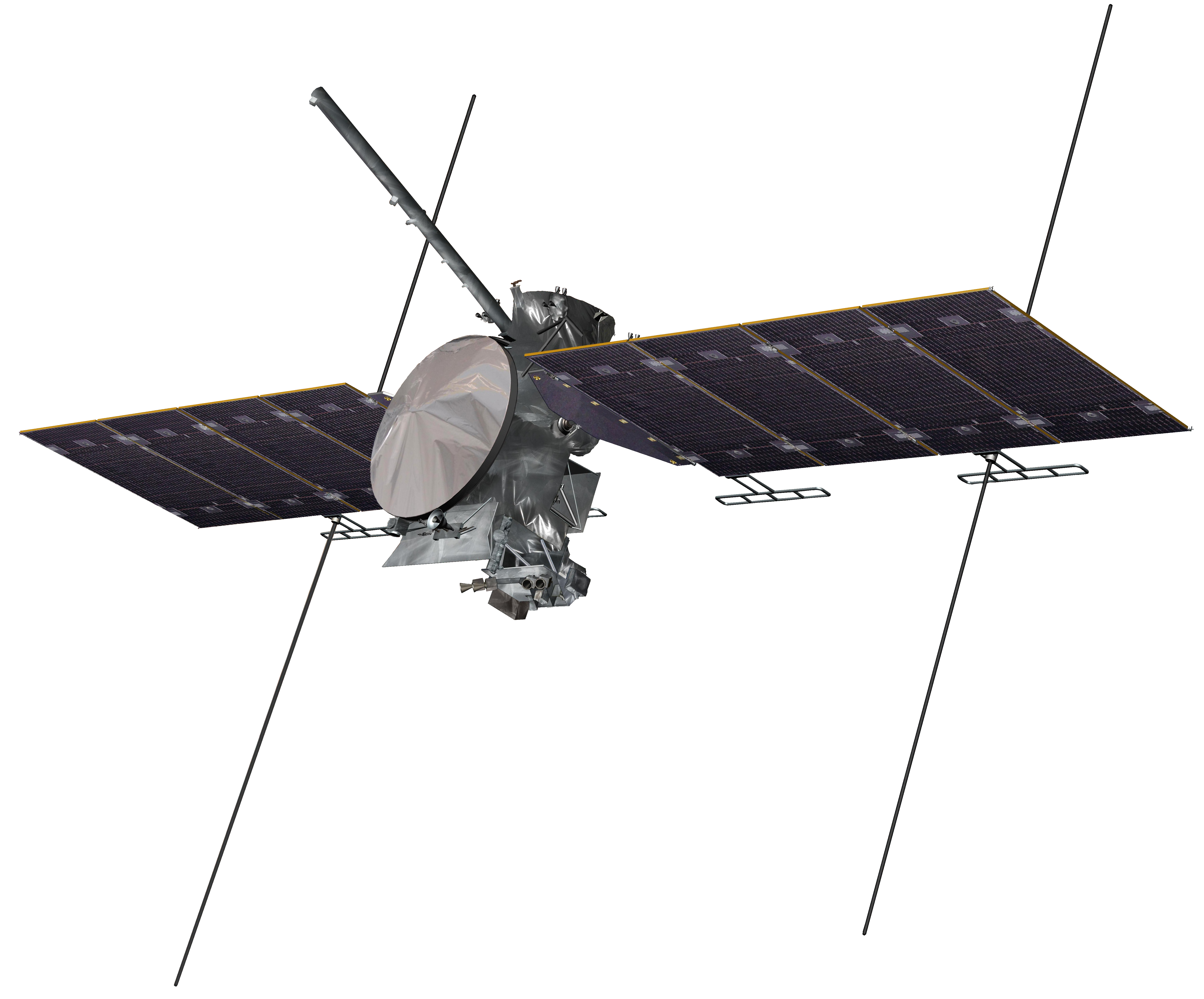
エウロパ・クリッパーの完成予想図。

2011年に、アメリカ合衆国の Planetary Science Decadal Survey によってエウロパの探査ミッションが推薦された。NASAはそれに応じて、エウロパ・クリッパーと呼ばれるエウロパのフライバイ探査機や、エウロパの周回機、さらにはエウロパへの着陸機の概念研究を開始した。周回機ではエウロパの海の科学研究に主眼を置き、フライバイを行う探査機は化学やエネルギー科学に主眼を置くこととされた。2014年1月13日に、アメリカ合衆国下院の歳出委員会はエウロパのミッション概念研究を継続するための資金8,000万ドルを含む超党派の法案を発表した。
2013年7月に、エウロパ・クリッパーの更新計画がジェット推進研究所とジョンズ・ホプキンズ大学の応用物理研究所によって提案された。さらに2015年5月にNASAはエウロパ・クリッパーの開発を承認したと発表し、この探査機に使用される予定の機器を明らかにした。エウロパ・クリッパーの目的は、エウロパにおける生命の居住可能性を調査し、将来のエウロパ着陸機計画における着陸地点の選定を支援するための探査を行うことである。エウロパ・クリッパーはエウロパを周回する軌道には入らないが、木星を周回しながらエウロパ上空の低高度を45回フライバイすることが構想されている。探査機には、氷の中を探知するレーダー、短波長の赤外線分光器、地形を撮影するためのカメラ、イオンと中性粒子の質量分析計が搭載される予定である。2018年時点では、エウロパ・クリッパーはNASAが開発中の大型打ち上げロケットのスペース・ローンチ・システムでの2023年の打ち上げが検討されていたが、2021年7月23日、それに代わりスペースXのファルコンヘビーで打上げられることが決まった。

#### エウロパ・ランダー
現在概念研究が行われているエウロパ探査計画として、アメリカ航空宇宙局（NASA）によるエウロパに着陸する探査機の計画であるエウロパ・ランダーがある。上記のエウロパ・クリッパーによる探査の一環として、エウロパ・ランダーが着陸するべき地点の選定に使えるような地形のデータを取得するものとされている。2018年の研究ではエウロパの表面は高いギザギザの氷の尖塔に覆われている可能性があることが示唆されており、これはエウロパ・ランダーが着陸を行う際の障害となる可能性がある。

#### JUICE
2012年には、欧州宇宙機関によって Jupiter Icy Moon Explorer (JUICE) が計画ミッションとして採択された。JUICE の主目的はガニメデの詳細な探査であり最終的にはガニメデの周回軌道への投入が予定されているが、ガニメデ周回軌道への投入前の木星を周回して観測を行う段階で、エウロパを2回フライバイして観測を行うことが予定されている。

### 過去に提案されていた計画
エウロパへの探査ミッションはこれまでに様々なものが提案されている。これらの提案には採用されなかったり中止になったりしたものも多いが、その後に提案され採用された別の計画の基礎となったものもある。

#### EJSM
2000年代前半に、エウロパ・ジュピター・システム・ミッション (EJSM) と呼ばれる木星の氷衛星への探査ミッションが提案された。これはNASAが主導するエウロパ周回機である Jupiter Europa Oebiter (JEO) と欧州宇宙機関（ESA）が主導するガニメデ探査機の Jupiter Ganymede Orbiter (JGO) からなる共同ミッションであり、2020年の打ち上げが予定されていた。この計画には日本の宇宙航空研究開発機構（JAXA）も木星磁気圏を探査する Jupiter Magnetospheric Orbiter (JMO) で参加する構想があった。
2009年に EJSM は、土星とその衛星タイタンやエンケラドゥスの探査ミッションであるタイタン・サターン・システム・ミッションよりも高い優先度が与えられた。この段階では、EJSM は他の探査計画と予算的に競合する状態にあった。しかし2011年4月に、ESAは現状のNASAの予算では2020年代初頭にEJSMの打ち上げを行うのは困難だと判断し、JGOの設計に基づいて新しい探査計画であるJUICEを立ち上げることとなった。

#### Jovian Europa Orbiter
Jovian Europa Orbiter (JEO、上記の Jupiter Europa Orbiter とは異なる) は、ESAが2007年から実現可能性の検討を行っていた探査計画である。この計画では、探査機をエウロパ周回軌道に投入して探査を行うものとされていた。エウロパ周回機のJEOと、木星の磁気圏の外部を長楕円の軌道で周回してJEOと地球の通信をリレーする役割を果たす Jovian Relay Spacecraft (JRS) から構成され、可能であれば JEO にはさらに氷地殻のその場分析を行うための重量 1 kg 未満の超小型探査機を搭載し、エウロパ周回軌道上で分離することが想定されていた。

#### Ice Clipper
エウロパ表面の物質を採取してサンプルリターンを行う計画としては、1996年に立案された Ice Clipper という概念研究が存在した。これは彗星探査機のディープ・インパクトに搭載しているのと似た衝突体 (インパクター) を使用することが計画されていた。Ice Clipper は、衝突体を計画的にエウロパ表面にぶつけて破片を噴出させ、その後小さい探査機がその破片の噴出の中を通過することでサンプルを収集するとされていた。

#### Jupiter Icy Moons Orbiter
Jupiter Icy Moons Orbiter (JIMO) はNASAが提案していた木星の氷衛星のための探査機である。この計画はNASAによる原子力発電から動力を得る宇宙機を開発するプロメテウス計画の一部であり、探査機の動力源として、(原子力電池ではなく) 小型の原子炉を搭載し、推進にはイオンエンジンを用いることが予定されていた。JIMO では小型の原子炉を搭載したエウロパ着陸機である Europa Lander Mission が計画されており、周回機を介して地球との通信を行うとされていた。しかしこの計画は2006年に中止された。

#### エウロパ・オービター
エウロパ・オービターは、2002年に中止されたNASAによる探査ミッションである。この探査機の目的はエウロパの内部海の大きさを測定することと、海とエウロパ深部との関係を明らかにすることである。搭載が予定されていた機器は、電波のサブシステムやレーダー高度計、磁気センサ、ラングミュア探針、地図作成のためのカメラなどである。エウロパ・オービターの特色は、氷の表面の下をスキャンするための氷を通過する特別なレーダーであった。
この計画は1999年に進行の承認が降りたものの、2002年に中止となった。エウロパ・オービターの計画で得られた成果は上記のEJSMにおけるNASAのJEOへと繋がったが、こちらも2011年に事実上中止になっている。

### その他の構想
エウロパの表面下浅い場所に凍結している可能性のある生命の痕跡を探査するために、熱ドリルと組み合わせたインパクターなどのより野心的な探査のアイデアも提案されている。
2001年に提案された構想に、原子力でエネルギーを生成する大きな「溶融探査機」(クライオボット) というものがある。これは表面の氷地殻を溶かして内部海に探査機を到達させるというアイデアである。探査機が内部海に到達した後にハイドロボットと呼ばれる自律型無人潜水機を切り離し、エウロパの内部海の情報を収集して地球に送信する。地球に由来する生物の誤検出を防ぎ、またエウロパの内部海の環境汚染を防ぐためには、クライオボットとハイドロボットには両方とも何らかの形で徹底した滅菌を施す必要がある。この構想は、まだ正式な概念研究を行う段階には到達していない。

## 地球外生命の可能性

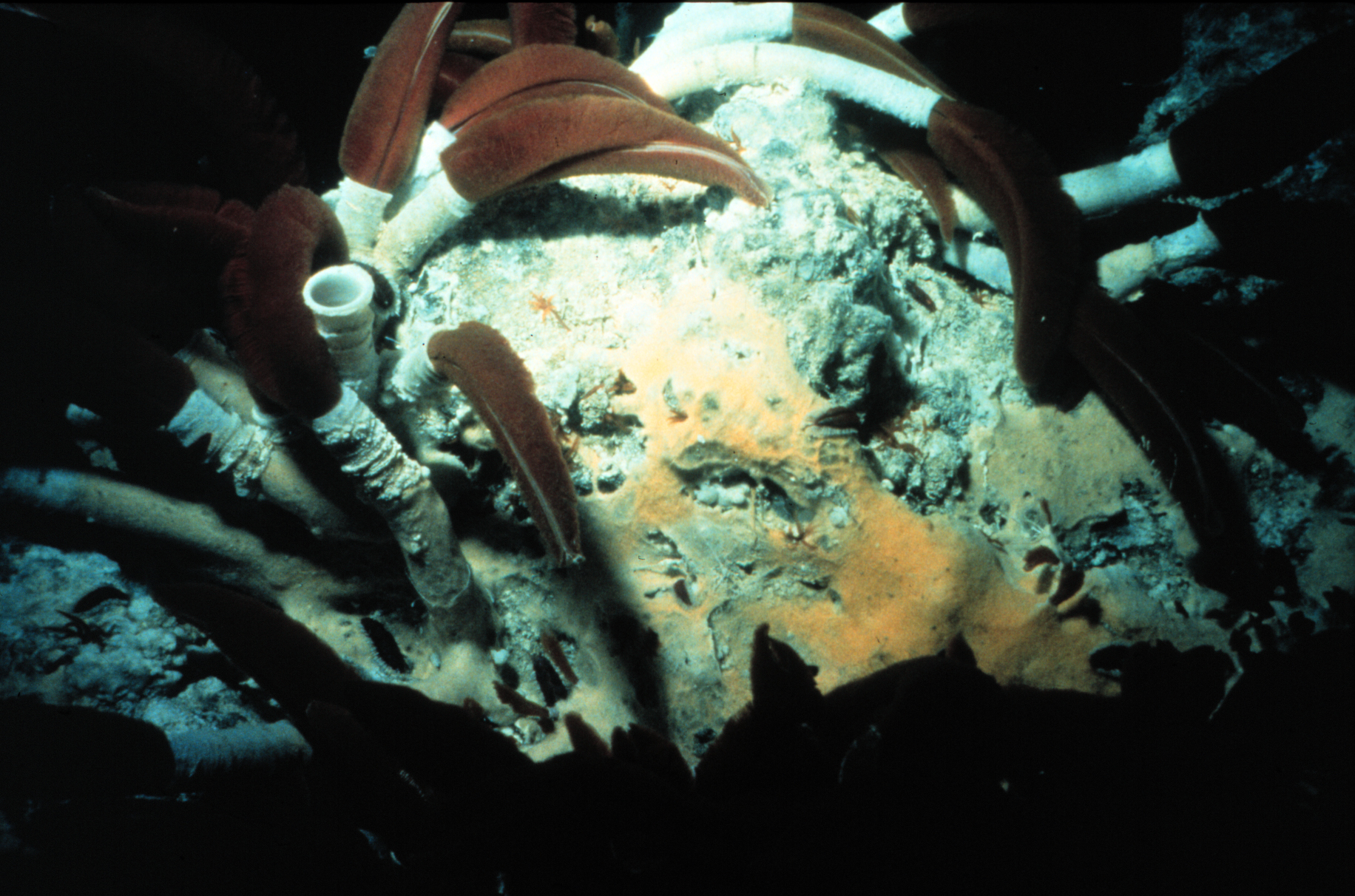
ジャイアントチューブワームなどの多細胞生物が、地球深海の熱水噴出孔の付近で発見された。

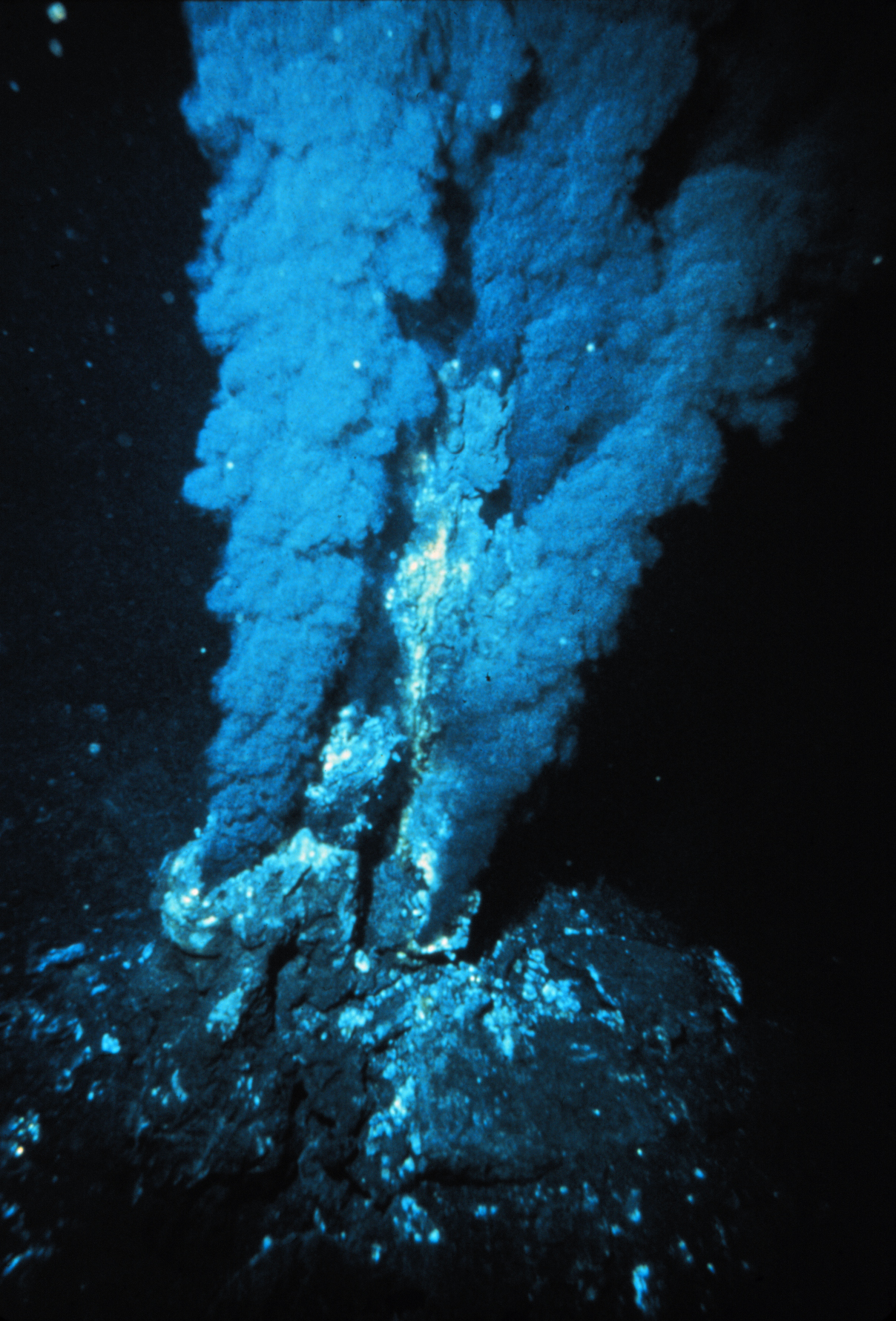
大西洋海底のブラックスモーカーと呼ばれる熱水噴出孔。地熱のエネルギーによって駆動されており、このような熱水活動領域は化学不均衡を生み出し生命のエネルギー源を供給する。

現在までにエウロパに生命が存在することを示す証拠は得られていないが、エウロパは太陽系にある地球以外の天体では、生命が存在する可能性が最も高い場所の一つとして注目を集めている。エウロパ内部の氷に覆われた海は、地球における南極大陸の氷底湖であるボストーク湖に近い環境であると推測されている。

### 熱水噴出孔での生態系
1970年代まで、少なくとも一般的に理解される概念としては、生命は太陽からのエネルギーに完全に依存していると考えられていた。植物による光合成生態系のことである。たとえ太陽光の届かない深海の生命であっても、間接的に太陽光の恩恵を受けたものと考えられていた。
しかし、海底探査による化学合成生態系の発見が、従来の常識を覆した。1977年の深海探査艇アルビン号によるガラパゴス海嶺の探索では、ジャイアントチューブワーム、貝類、甲殻類などの様々な深海生物が、ブラックスモーカーと呼ばれる熱水噴出孔の周りに群生しているのが発見された。これらの生物は太陽光が全く届かないにもかかわらず繁殖しており、また後に解明されたところによると、まったく独立な食物連鎖を形成していた。この食物連鎖の基盤は植物ではなく、化学物質の酸化反応からエネルギーを得ていたバクテリアだった。これらの化学物質とは水素や硫化水素などであり、地球内部から噴出しているものであった。このようなエネルギー合成システムを化学合成という。これは生命の研究において革命的な発見であり、生命には必ずしも太陽は必要ではなく、水とエネルギーがありさえすればよいということが明らかになった。また、この成果は宇宙生物学にも新たな道を開き、地球外生命の存在可能性を著しく広げることになった。そのため21世紀初頭において、エウロパの光の届かない海洋は、太陽系の中でも最も地球外生命の存在が期待されている場所である。
化学合成生態系のプロセスが発見されたのは地球だが、これはエウロパの生命モデルの可能性として有力である。しかし、このようなエネルギー源では、地球表面の光合成を源とする生態系のように、広範で多様な生態系を形づくることはできない。エウロパに生命が存在した場合、地球においてエンドリシックと呼ばれる生命が生息している場所のような、熱水噴出孔や海底に固まって存在している可能性がある。あるいは、地球の極地での藻類や細菌のように、エウロパの氷の層の下面にしがみつくように生息していたり、エウロパの内部海を漂っていたりするものもあると考えられている。もしエウロパの海が低温過ぎた場合、地球で起きているのと同じ生物学的過程は発生しない可能性がある。また塩分が多すぎる場合も、極端な好塩菌しかその環境では生きられない。
潮汐力によってもたらされるエネルギーは、熱水噴出孔などのエウロパ内部での地質学的活動を駆動する。イオでも同様の活動が発生しているが、イオはエウロパよりも遥かに活動が活発である。エウロパでも地球と同様に放射性物質の崩壊熱が内部での熱源になっていると考えられるが、潮汐摩擦や潮汐変形によって生み出されるエネルギーの方が放射性物質由来のエネルギーより数桁も大きい。
エウロパに全球的に存在すると考えられている内部海とは別に、氷の地殻の中に液体の水の湖が部分的に存在することを示す観測結果も得られている。もしこれが確認されれば、これらの湖も生命を宿している可能性がある候補地となる。

### 内部海の環境
上記の様に、エウロパの生命は、氷地殻の下にある内部海のおそらくは地球の深海の熱水噴出孔に似た環境に存在する可能性があると考えられている。しかし2016年のNASAの研究では、エウロパに火山性の熱水活動が無かったとしても、火山活動を直接必要としない蛇紋岩の形成と氷に由来する酸化性物質に関連したプロセスによって、地球に似た水準の水素と酸素が生成されうることが分かっている。2015年には内部海に起源を持つ塩がエウロパのいくつかの地形を覆っていることが明らかになり、これは内部海の海底において海と海底が相互作用を起こしていることを示唆していると考えられた。これはエウロパにおける生命の居住可能性を考える上で重要な要素である可能性がある。エウロパの岩石マントルと液体の水が接触している場所がある可能性があるため、その箇所に探査機を送り込むことを求める研究者もいる。
アリゾナ大学のリチャード・グリーンバーグらは、エウロパ表面の氷への放射によって氷地殻は酸素と過酸化物で飽和し、それらの物質はテクトニクスによってエウロパの内部海へ輸送されうるという理論モデルを2010年に提案した。このモデルでは、この過程によってエウロパの内部海はわずか1,200万年程度の期間で地球の海と同じ水準まで酸化させられ、複雑で多細胞の生命の存在が可能になるとされている。

### 表層環境

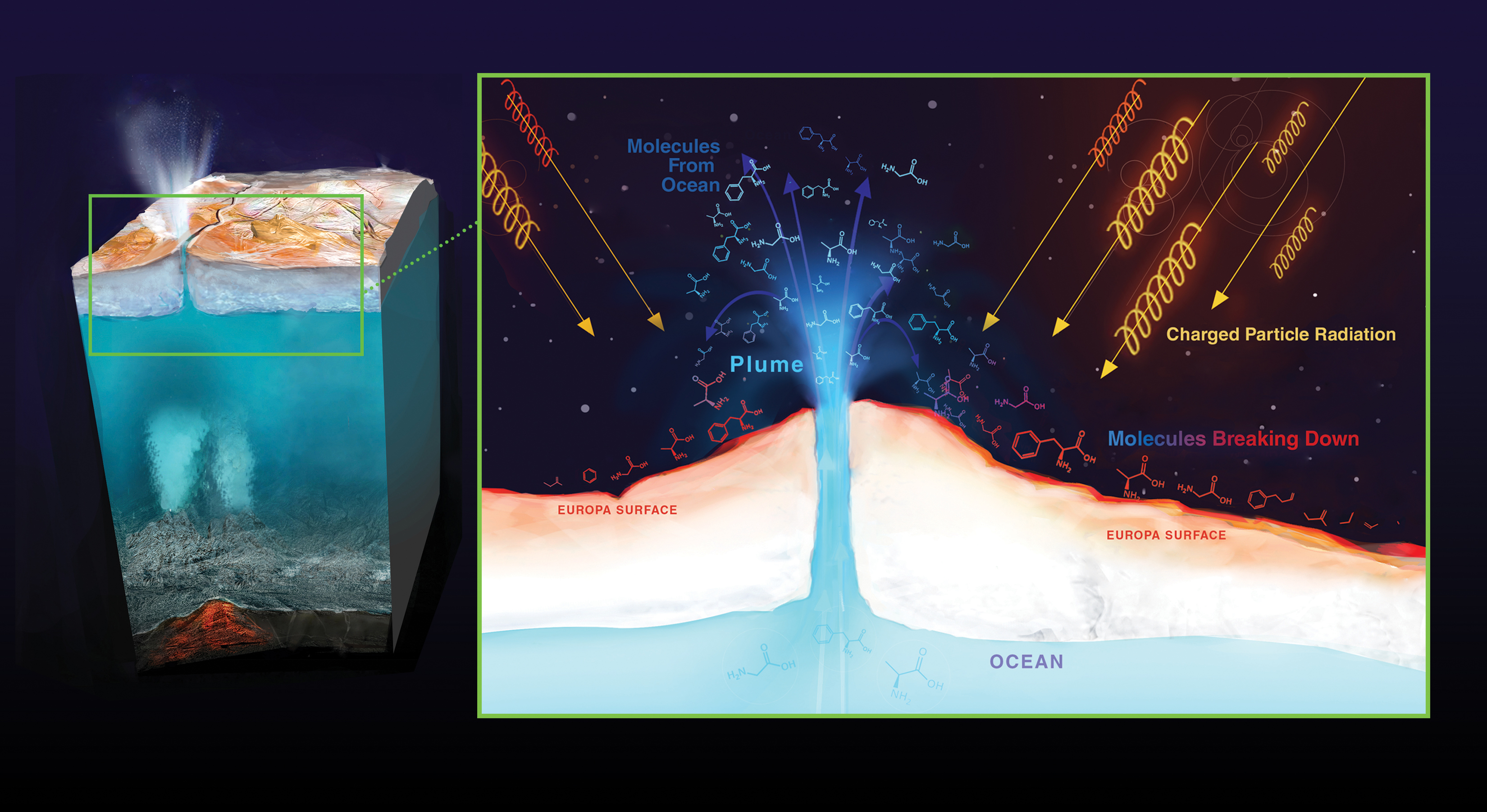
エウロパにおける、生命の痕跡の化学物質に及ぼされるであろう放射線の影響。

過酸化水素はエウロパの表面の広範囲に、豊富に存在している可能性があることが研究から示唆されている。過酸化水素は液体の水と反応することで酸素と水に分解されるため、この分解過程は単純な生命体にとって重要なエネルギー源になる可能性があると考える研究者もいる。
粘土鉱物、具体的にはフィロケイ酸塩は、地球ではしばしば有機物に伴って存在しているが、これはエウロパの氷地殻でも検出されている。この鉱物は、小惑星か彗星との衝突の結果として存在していると考えられている。
何人かの科学者たちは、地球上の生命が小惑星の衝突によって宇宙空間に吹き飛ばされ、それが木星の衛星に到達した可能性があるという主張をしている。隕石によって生命が他の天体に拡散されるとする説は、岩石パンスペルミアと呼ばれている。